# شارلین چوی
شارلین چوی (انگلیسی: Charlene Choi؛ زاده ۲۲ نوامبر ۱۹۸۲) با نام هنری: "آ- سا" مدل، خواننده، بازیگر، نویسنده و طراح چینی تبار کانادائی است که هم اکنون در هنگ کنگ زندگی می‌کند.
از فیلم‌های سینمائی یا برنامه‌های تلویزیونی که وی در آنها نقش داشته‌است می‌توان جادوگر و مار سفید، جکی و خون‌آشامان، جکی و خون‌آشامان ۲، له‌له‌های اجباری و ..... را نام برد.

## آغاز زندگی
شارلین چوی در بیست و دوم ماه نوامبر سال ۱۹۸۲ در شهر ونکوور در استان بریتیش کلمبیا در کشور کانادا زاده شد، شارلین چوی دختر پدر و مادری چینی تبار است، زنی به نام: "فنگ یوئه رو" و مردی به نام: "کای جیوشنگ" که از چینی تبارهائی بودند که در کانادا می‌زیستند، هنگامی که شارلین چوی خردسال بود با پدر و مادرش به هنگ کنگ رفت، شارلین چوی دوازده ساله بود که پدر و مادرش از هم جدا شدند و او در کنار پدرش ماند و بزرگ شد، پدر شارلین چوی مدیر عامل اجرائی شرکت: "فنگ شنگ" در هنگ کنگ بود.
شارلین چوی که از کودکی دوستدار رقص و آواز بود در هنگ کنگ از دانش آموزان مدرسه راهنمائی تحصیلی مری مونت (Marymount) و دبیرستان روزاری هیل (Rosaryhill) بود، دبیرستان روزاری هیل در هنگ کنگ جائی بود که بسیاری از ستارگان موزیک پاپ در چین از دانش‌آموزان آنجا بودند، شارلین چوی پیش از پایان دبیرستان به مدلینگ روی آورد و از سال پایانی دبیرستان یک مدل پاره وقت شد که معمولا عکس‌های او در مجله‌ها و پوسترها برای آگهی‌های بازرگانی به کار برده می‌شدند.
پس از پایان دبیرستان شارلین چوی نخست پیشه مدلینگ را برگزید و به عنوان یک مدل حرفه‌ای در هنگ کنگ به کار پرداخت، سپس با جیلیان چونگ آشنا شد و این دو پس از آشنائی با یکدیگر گروه هنری دخترانه: "دوقلوها" را برپا کردند و به کارهای هنری در زمینه موسیقی و خوانندگی و بازیگری پرداختند.

## بازیگری
با آن که شارلین چوی بیشتر خواننده هست تا بازیگر اما شارلین چوی بازیگر خوبی در فیلم‌های سینمائی و سریال‌های تلویزیونی نیز هست، نخستین کار تلویزیونی شارلین چوی بازی در مجموعه آنتولوژی وای - تو - کی (Y2K) در سال ۲۰۰۰ بود، در سال ۲۰۰۱ بازی شارلین چوی در فیلم: "خیزش عشق" با نقدهای مثبت منتقدان روبرو شد و نامزدی بهترین بازیگر تازه کار را در بیست و یکمین دوره جایزه فیلم هنگ کنگ برایش به بار آورد، شارلین چوی در سال ۲۰۰۳ در فیلم: "روزهای آینده" در نقش دختر جوانی بازی کرد که برای خواننده شدن می‌کوشد، (از سوی استودیوهای گوناگون پخش و یا دوبلاژ چند نام بر روی این فیلم گذاشته شده‌اند!)
شارلین چوی در سال ۲۰۰۳ در فیلم جکی و خون‌آشامان با هنرمندان سرشناسی مانند جکی چان و آنتونی وانگ همبازی شد و در این فیلم در نقش دختری به نام هلن بازی کرد که یک پسر خون‌آشام اروپائی به نام کازاف عاشقش شد و با آن که برادر هلن از جنگجویان گروه ضد خون‌آشام بود هلن نیز عاشق آن پسر خون‌آشام شد، این فیلم که آمیخته‌ای از عشق و رزم و تراژدی بود تنها در هنگ کنگ در هفته نخست اکران پانزده میلیون دلار هنگ کنگ فروش داشت، سپس کلمبیا پیکچرز و یونیورسال پیکچرز حق پخش و فروش این فیلم را در اروپا و آمریکا خریدند و فروش بیش از هشت میلیون دلار آمریکا برای این فیلم در اروپا و آمریکا در روزهای نخست اکران یک رکورد برای صادرات فیلم‌های هنگ کنگی شد.
شارلین چوی در سال ۲۰۰۶ در فیلم دفتر خاطرات روزانه بازی کرد که بازی در این فیلم گذشته از آن که نامزدی جایزه‌های هنری بسیاری را برای او به ارمغان آورد او را برنده جایزه: "بی فان" (BiFan) بهترین بازیگر زن در یازدهمین جشنواره بین‌المللی فیلم‌های فوق‌العاده بوچئون در کشور کره جنوبی کرد، شارلین چوی در سال ۲۰۰۷ در فیلم: "پادشاه نمایش" بازی کرد که بازی در این فیلم او را برنده بهترین بازیگر زن و دوست داشتنی‌ترین بازیگر زن در دوازدهمین دوره جایزه باهینیای زرین کرد.
شارلین چوی در سال ۲۰۰۸ در فیلم: "کونگ فوی بسکتبال" بازی کرد که در این فیلم نقش اصلی را در کنار بازیگر دیگری به نام جی چو که یک خواننده تایوانی بود داشت و در همان سال در فیلم: "پروانه‌های عاشق رزمی کار" به کارگردانی جینگل ما بازی کرد و در این فیلم که بر پایه افسانه‌ای چینی به همین نام ساخته شده بود با وو چون و هو گه همبازی شد و در دسامبر همان سال فیلمبرداری سریال تایوانی: "یک ستاره بزرگ را فرا بخوان" آغاز شد که این سریال نخستین بار در ماه مه سال ۲۰۱۰ پخش شد.
در ماه دسامبر سال ۲۰۰۹ فیلم: "توفان II" (نام انگلیسی: جنگجویان توفان) با بازی شارلین چوی اکران شد که با واکنش مثبت کارشناسان و شرکت کنندگان در جشنواره بین‌المللی فیلم شانگهای روبرو شد، شارلین چوی در این فیلم در کنار بازیگرانی مانند آرون کووک، اکین چنگ، سیمون یام و نیکلاس تسه بازی کرد و هرچند این فیلم در روز دهم دسامبر (کمتر از یک ماه تا پایان سال) منتشر شد اما در آن سال رتبه پنجم فیلم‌های هنگ کنگی را که به زبان ماندارین ساخته شده بودند به دست آورد.
شارلین چوی در سال ۲۰۱۰ در فیلم: "عشق در شهر" نقش یک دختر بیکینی پوش را بازی کرد و سپس در فیلم: "راز زیبا" بازی کرد که در این فیلم با ساندرا نگ همبازی شد، (از سوی استودیوهای گوناگون پخش و یا دوبلاژ چند نام بر روی این فیلم گذاشته شده‌اند!) سپس شارلین چوی در همان سال در فیلم: "پادشاه جنگ افزار" بازی کرد که در آن فیلم با لوئیس کو و دانیل وو همبازی شد و در همان سال شارلین چوی در فیلم: "یشم و مروارید" بازی کرد که در این فیلم با ریموند لام و دوستان نزدیک او جوئی یونگ و وانگ چو لام همبازی شد، در این فیلم شارلین چوی و ریموند لام یک آواز دونوازی را نیز همخوانی کردند.
پس از این کارها شارلین چوی در فیلم جادوگر و مار سفید همراه با هنرمندان سرشناسی مانند جت لی و هوانگ شنگ‌یی در نقش یک مار سبز به نام: "جین‌جین" که می‌توانست به شکل یک دختر جوان و زیبا درآید بازی کرد، فیلمبرداری این فیلم در سال ۲۰۱۰ آغاز شد و در سال ۲۰۱۱ به پایان رسید و در همان سال نیز اکران شد، شارلین چوی در سال ۲۰۱۱ بازی در فیلم: "مهمانسرای گنج" را به پایان رساند که در این فیلم با نیکلاس تسه و نیک چیانگ همبازی شد، او دوباره با نیکلاس تسه در سریال تلویزیونی: "عشق شمشیرزن، ویلای شمشیر پنهان" که در سال ۲۰۱۱ پخش شد همبازی شد.

## فیلم‌شناسیشارلین چوی
سینما
| سال  | نام فیلم                            | نقش                | نکته        |
| ---- | ----------------------------------- | ------------------ | ----------- |
| ۲۰۰۰ | از هنگامی که او آمد                 | دانش‌آموز ردیف اول  | بازیگر ویژه |
| ۲۰۰۱ | خیزش عشق                            | شارلین             |             |
| ۲۰۰۱ | همواره در دل من                     | هوانگ جونر         |             |
| ۲۰۰۲ | جنس مخالف این تابستان               | کای چی             |             |
| ۲۰۰۲ | عصا                                 | آلن                |             |
| ۲۰۰۲ | همسرم به اندازه کافی وزن ندارد      | ماشولینگ (یویو)    |             |
| ۲۰۰۳ | روزهای آینده                        | جین داشی           |             |
| ۲۰۰۳ | جکی و خون‌آشامان                     | هلن                |             |
| ۲۰۰۳ | عاشق تختت شو                        | تا یی              |             |
| ۲۰۰۳ | خانه قدیمی به هم ریخته است          | دینگ شی            |             |
| ۲۰۰۴ | راپسودی اسب روح                     | چاپستیک خواهر گل   |             |
| ۲۰۰۴ | رز سیاه کارآموز                     | سائوری             |             |
| ۲۰۰۴ | این یارو واقعا انفجاری است          | رن یانجی (الن)     |             |
| ۲۰۰۴ | عشق بر روی صخره‌ها                   | کریستال یونگ       |             |
| ۲۰۰۴ | جکی و خون‌آشامان ۲                   | چون شیسان شائو     |             |
| ۲۰۰۴ | تعقیب پانزدهم ماه اوت               | چن میلینگ          |             |
| ۲۰۰۴ | داستان جدید پلیس                    | سالسا              |             |
| ۲۰۰۴ | مغرور و گران                        | عاشق راننده تاکسی  | ستاره مهمان |
| ۲۰۰۴ | تنهایم بگذار                        | جین                |             |
| ۲۰۰۴ | بی معنای بزرگ                       | آ- سا              |             |
| ۲۰۰۵ | خانه خشم                            | شیائورو (الا)      | نمایش ویژه  |
| ۲۰۰۵ | حشرات نمی‌دانند                      | سالسا              | نمایش دوستی |
| ۲۰۰۵ | دوباره بگو دوستت دارم               | لیانگ زی چینگ      |             |
| ۲۰۰۵ | عاشق غش کردن                        | یومیان             |             |
| ۲۰۰۶ | له‌له‌های اجباری                      | بای ین             |             |
| ۲۰۰۶ | دفتر خاطرات روزانه                  | لیانگ یونگ نا      |             |
| ۲۰۰۷ | دزد جوزا                            | جن جو              |             |
| ۲۰۰۷ | بادبزن دوست داشتنی پادشاه           | سوزی               |             |
| ۲۰۰۷ | پادشاه نمایش                        | شان دان            |             |
| ۲۰۰۷ | نوزدهمین طبقه دوزخ                  | وندی               |             |
| ۲۰۰۸ | کونگ فوی بسکتبال                    | دینگ لی            |             |
| ۲۰۰۸ | پروانه‌های عاشق رزمی کار             | جوین چی            |             |
| ۲۰۰۹ | چیزی خوبه که پایانش خوبه ۲۰۰۹       | کارگزار بیمه       |             |
| ۲۰۰۹ | توفان II                            | دی آر منگ          |             |
| ۲۰۱۰ | عشق در شهر                          | دختر بیکینی پوش    |             |
| ۲۰۱۰ | راز زیبا                            | ژونگ آیفانگ        |             |
| ۲۰۱۰ | پادشاه جنگ افزار                    | تینگ تینگ          |             |
| ۲۰۱۰ | یشم و مروارید                       | شاهزاده یان        |             |
| ۲۰۱۱ | جادوگر و مار سفید                   | جین‌جین (مار سبز)   |             |
| ۲۰۱۱ | مهمانسرای گنج                       | دختر اژدهای آبی    |             |
| ۲۰۱۲ | همسرم به اندازه کافی وزن ندارد - دو | ماشولینگ (یویو)    |             |
| ۲۰۱۳ | خانه شاد                            | پیشگو              |             |
| ۲۰۱۳ | سوپر مدیر                           | سان می می          |             |
| ۲۰۱۴ | جاه طلبی سه طرفه                    | مایکو آئوی         |             |
| ۲۰۱۴ | عشق را ول کن                        | ژانگ یو            |             |
| ۲۰۱۴ | ارواح ترسناک                        | شارلین             |             |
| ۲۰۱۴ | فنجان بزرگ چای و برنج               | لی لی می           |             |
| ۲۰۱۵ | دخترک تن فروش                       | هه یولینگ          |             |
| ۲۰۱۵ | کیکبال                              | لینگ آر            |             |
| ۲۰۱۵ | هفده سالگی دردآور                   | لی می              |             |
| ۲۰۱۵ | همیشه در کنار تو                    | شیه یوشین          |             |
| ۲۰۱۷ | هفتاد و هفت بار او را ببخش          | لیو هوئی شین (اوا) |             |
| ۲۰۱۸ | خطر متفرق شدن                       | نورا               |             |
| ۲۰۱۹ | میلف                                | روآن جائومین       |             |
| ۲۰۱۹ | خداحافظ بشقاب پرنده‌ها               | لین که آر          |             |
| ۲۰۲۰ | قتل در سان خوزه                     | لین شیانگ رو       |             |
| ۲۰۲۱ | هفتاد و هفت بار او را ناز کردم      | لیو هوئی شین (اوا) |             |
| ۲۰۲۲ | یک روز به من مهلت بده               | چان شان رو         |             |
| ۲۰۲۲ | جنگ‌های کارآگاهی                     | چن یی              |             |
| ۲۰۲۳ | انگشت طلائی                         | جانگ جیا ون        |             |

تلویزیون
| سال  | کانال پخش                   | نام فیلم یا سریال                     | نقش                       | نکته                     |
| ---- | --------------------------- | ------------------------------------- | ------------------------- | ------------------------ |
| ۲۰۰۰ | رادیو تلویزیون هنگ کنگ      | وای - تو - کی (Y2K)                   | چنگ شاشا                  | مجموعه آنتولوژی          |
| ۲۰۰۱ | تی‌وی‌بی                      | آسمان شب، یاقوت کبود                  | شی باویی                  | برنامه موزیکال           |
| ۲۰۰۲ | تی‌وی‌بی                      | شاه میمون، پادشاه میمون               | ارکیده بنفش               |                          |
| ۲۰۰۲ | تی‌وی‌بی                      | یک دوقلو و یک شب                      | آ- سا                     |                          |
| ۲۰۰۲ | تی‌وی‌بی                      | اوج گرفتن به آسمان                    | شارلین                    | بخش ششم                  |
| ۲۰۰۳ | اکنون تلویزیون              | بیا باهم تشویق کنیم                   | لنگ لنگ                   | بخش دوم                  |
| ۲۰۰۳ | اکنون تلویزیون              | دو و نیم دردسر بیشتر                  | آ- سا                     |                          |
| ۲۰۰۳ | یونیورسال اینترتینمنت       | فوتبال کونگ فو                        | جو دای دی                 |                          |
| ۲۰۰۳ | رادیو تلویزیون هنگ کنگ      | عشق در خورشید                         | دختر دچار ایدز            | فیلم موزیکال درباره ایدز |
| ۲۰۰۴ |                             | کودک در خانه                          | آ- سا                     |                          |
| ۲۰۰۴ | تی‌وی‌بی                      | چیشا                                  | آ- سا                     |                          |
| ۲۰۰۷ | تی‌وی‌بی                      | جنگل عشق                              | جینگ لان / هوئی فانگ      |                          |
| ۲۰۱۰ | شرکت تلویزیون چین           | یک ستاره بزرگ را فرا بخوان            | چن دا سین                 |                          |
| ۲۰۱۱ |                             | عشق شمشیرزن، ویلای شمشیر پنهان        | تانگ شیائو وان / نینگ شین |                          |
| ۲۰۱۱ |                             | مارشال شاد                            | دختر کوچولوی اژدها        |                          |
| ۲۰۱۹ | یوکو                        | واحد سیار پلیس                        | هه هوئی لینگ              |                          |
| ۲۰۲۲ | تنسنت ویدئو، آی‌چی‌یی، تی‌وی‌بی | پزشک قانونی زنان مرده                 | سونگ آنیان                |                          |
| ۲۰۲۲ | هونان تلویژن                | خواهران سوار بر باد و امواج (فصل سوم) | خودش                      | برنامه موزیکال           |